# جاك تايلور (نجم اجتماعي)
جاك تايلور (بالإنجليزية: Jack Taylor)‏ هو نجم اجتماعي بريطاني، ولد في 1946، وتوفي في 4 فبراير 2006 بسبب نوبة قلبية.